# 李志 (南北朝)
李志（5世纪—6世纪），字鸿道，北魏名臣李彪子。
李志博学有才干，十余岁就能作文。李彪奇之，对崔鸿说：“你应该与鸿道在洛阳为‘二鸿’。”崔鸿于是与李志交款往来。李志的妹妹也很聪明，李彪对兄妹二人都以为奇，很器重和喜爱，每次公私聚会都称赞他们，北魏孝文帝因此看重他们。
李彪曾找吏部尚书郭祚为李志求官，郭祚却只是将旧宅送给李志。李彪认为自己曾任地方官，又兼尚书，郭祚却不像提拔贵人子一样提拔自己的儿子，很不满，形于言色。时论因此非议郭祚。郭祚则说：“你与义和（宋弁）至友，岂能饶过他而怨恨我呢！”指先前李彪不记恨宋弁不提拔自己，那么也不应该记恨郭祚不提拔他的儿子。任城王元澄与李彪原先不合，元澄出镇雍州，李彪去拜访他，请求让李志做他的府僚。元澄欣然写了启事，李志得为其列曹行参军，时人称美元澄。
李志被迁为符玺郎中、徐州平东府司马，以军功累转后军将军、中散大夫、辅国将军、永宁寺典作副将。历次任官都有显著的政绩。南荆州刺史桓叔兴叛投南梁，南荆州荒废毁弃，领军元叉推荐李志之才可以安抚地方，升他出任南荆州刺史，加征虏将军。建义元年（528年）四月，时值北魏遭遇尔朱荣之乱，南梁皇子都督荆、益、南梁三州诸军事晋安王萧纲写《与魏东荆州刺史李志书》劝降李志，李志于是与弟弟李游据安昌城叛投南梁。
此后没有李志的记载。